# Ennio De Concini
Ennio De Concini (ur. 9 grudnia 1923 w Rzymie; zm. 17 listopada 2008 tamże) – włoski scenarzysta i reżyser filmowy. Autor scenariuszy do ponad 160 filmów. Współtworzył scenariusze do takich obrazów jak Wojna i pokój (1956) Kinga Vidora, Krzyk (1957) Michelangelo Antonioniego, Czerwony namiot (1969) Michaiła Kałatozowa czy Diabeł wcielony (1986) Marco Bellocchio. Laureat Oscara za najlepszy scenariusz oryginalny do komedii Rozwód po włosku (1961) Pietro Germiego.